# Naraura
Naraura è una suddivisione dell'India, classificata come nagar panchayat, di 20.376 abitanti, situata nel distretto di Bulandshahr, nello stato federato dell'Uttar Pradesh.